# أوليفر ميلبورن
أوليفر ميلبورن (بالإنجليزية: Oliver Milburn)‏ هو ممثل بريطاني، ولد في 25 فبراير 1973 في دورست في المملكة المتحدة.

## أعمال

### أفلام
- (2005) ذا ديسنت[3]

## وصلات خارجية
- أوليفر ميلبورن على موقع IMDb (الإنجليزية)
- أوليفر ميلبورن على موقع قاعدة بيانات الفيلم (الإنجليزية)